# Greatest Hits (Ice Cube)
Greatest Hits è una compilation del rapper statunitense Ice Cube, pubblicata nel 2001 da Priority. $100 Bill Y'all e In the Late Night Hour sono due brani originali. Nel 2015 è certificato disco d'oro dalla RIAA.
Il disco ha un buon successo commerciale ed è apprezzato dai critici, che però non perdonano all'artista l'esclusione del classico Dead Homiez dalla tracklist.
| Recensione       | Giudizio |
| ---------------- | -------- |
| AllMusic         | [ 1 ]    |
| Robert Christgau | A-       |
| Pitchfork        | [ 5 ]    |

## Tracce
1. Pushin' Weight (feat. Mr. Short Khop) – 4:34 (musica: N.O. Joe)
2. Check Yo Self (Remix) (feat. Das EFX) – 4:15 (musica: DJ Pooh, Ice Cube)
3. We Be Clubbin' – 4:46 (musica: Dutch)
4. $100 Dollar Bill Y'all – 3:39 (musica: Rockwilder)
5. Once Upon a Time in the Projects – 3:40 (musica: The Bomb Squad)
6. Bow Down (Westside Connection) – 3:26 (musica: Bud'da)
7. Hello (feat. Dr. Dre & MC Ren) – 3:51 (musica: Dr. Dre, Mel-Man (co-prod.))
8. You Can Do It (feat. Mack 10 & Ms. Toi) – 4:19 (musica: One Eye)
9. You Know How We Do It – 3:52 (musica: QD III)
10. It Was a Good Day – 4:20 (musica: DJ Pooh)
11. Bop Gun (One Nation) (Radio Edit) (feat. George Clinton) – 4:47 (musica: Ice Cube, QD III)
12. What Can I Do (Remix) (feat. Mack 10) – 4:24 (musica: 88 X Unit, D'Maq (Remix), Lay Law (Remix))
13. My Summer Vacation – 3:56 (musica: Boogiemen, Ice Cube)
14. Steady Mobbin' – 4:09 (musica: Boogiemen, Ice Cube)
15. Jackin' for Beats – 2:57 (musica: Chilly Chill, Ice Cube, Sir Jinx)
16. The Nigga Ya Love to Hate – 3:13 (musica: Ice Cube, The Bomb Squad)
17. In the Late Night Hour (feat. Pusha T) – 3:57 (musica: The Neptunes)

## Classifiche
| Classifica (2001)         | Posizione massima |
| ------------------------- | ----------------- |
| Stati Uniti               | 54                |
| US Top R&B/Hip-Hop Albums | 11                |
| Classifica (2015)         | Posizione massima |
| Australia                 | 41                |